# 始安縣 (琰州)
始安縣是唐代黔州都督府琰州所屬的一個羈縻縣。貞觀四年置，其轄地在今貴州省鎮寧、關嶺、晴隆一帶地方，是唐代招撫當地土著所設置的州縣，一般由其頭人任縣官。